# Sulceolaria
Sulceolaria är ett släkte av nässeldjur som beskrevs av de Blainville 1834. Sulceolaria ingår i familjen Diphyidae.
Släktet innehåller bara arten Sulceolaria biloba.